# When I Look at You
«When I Look at You» — поп-баллада, исполненная американской певицей и актрисой Майли Сайрус. Авторы песни — Джон Шенкс и Хиллари Линдси. Сингл When I Look at You стал вторым синглом с EP The Time of Our Lives и был издан 1 марта 2010 года лейблом Hollywood Records. Композиция также вошла в саундтрек фильма Последняя песня (где Сайрус сыграла главную роль) и стала одной из его главных музыкальных тем.
«When I Look at You» не смогла превзойти успех предыдущего сингла Майли Сайрус «Party in the U.S.A.», добравшись только до 16 места в чарте Billboard Hot 100. Тем не менее, песня вошла в топ 30 чартов Австралии, Канады и Новой Зеландии.

## История написания
Композиция «When I Look at You» была написана Хиллари Линдси и Джоном Шенксом. Она стала музыкальной темой фильма Последняя песня, снятому по одноимённому роману Николаса Спаркса.
Когда началась работа над созданием фильма, Майли Сайрус ассоциировалась, в основном, со своим персонажем из сериала Ханна Монтана. По окончании производства сериала как Сайрус, так и её продюсеры желали избавиться от клише подросткового поп-образа Ханны Монтаны и найти для Майли более серьёзную роль, чтобы её талант могла оценить взрослая аудитория. При встрече с продюсером фильма Сайрус поделилась тем, что желала бы сняться в фильме наподобие Спеши любить (также снятый по роману Спаркса). Съёмки в фильме Спеши любить в своё время помогли Мэнди Мур, имевшей, как и Сайрус, имидж подростковой поп-певицы, начать новый этап в карьере. Студия Disney пригласила Адама Шэнкмана, режиссёра фильма Спеши любить, в качестве продюсера фильма; впоследствии Шэнкман стал режиссёром видеоклипа «When I Look at You».
В фильме Сайрус сыграла роль семнадцатилетней Вероники «Ронни» Миллер. Главная героиня вместе со своим братом неохотно отправляется на летние каникулы к отцу. Родители девушки развелись несколько лет назад, и она до сих пор в обиде на отца. По ходу развития сюжета Ронни находит новую любовь и постепенно сближается с отцом. Изначально песня должна была войти в новый альбом Сайрус, но в итоге появилась в саундтреке к Последней песне, поскольку отражает дух фильма и его основную концепцию — ценности семейных отношений. Песня отличается от прежних синглов Сайрус, которые, в основном, представляли собой танцевальные треки; «When I Look at You», как и роль в фильме, представляет более взрослый и серьёзный образ певицы. По словам самой Майли Сайрус, когда она исполняет «When I Look at You», то думает о семье и любви: «Она [песня] являет собой то, о чём весь этот фильм».
В 2010 году вышла англо-испаноязычная версия песни с участием испанского исполнителя Давида Бисбаля «Te Miro a Ti».

## Музыка и текст
«When I Look at You» — композиция в стиле поп, длиной в 4 минуты 8 секунд. MTV News определяет жанр песни пауэр-балладу. Композиция создана в такте 3/4-дольного размера, в умеренно медленном темпе c битрейтом 138 ударов в минуту, тональности Соль-бемоль мажор; вокал Сайрус охватывает две октавы — от Соль3 до Ми5. Композиция начинается со вступления на фортепиано. В первом куплете вокал звучит приглушённо и сдержанно, раскрываясь ко второму куплету, после которого следует соло электрогитары; последовательность аккордов — E♭m-G-D-C-C.
Текст песни «When I Look at You» носит романтический характер и повествует об идеальном возлюбленном лирической героини.

## Список композиций
- CD сингл

 США /  Австралия
| №  | Название             | -               | Длительность |
| -- | -------------------- | --------------- | ------------ |
| 1. | «When I Look at You» | (Album Version) | 4:08         |

- 2-Track CD сингл / цифровая дистрибуция

 Австралия / Европа
| №  | Название              | -                   | Длительность |
| -- | --------------------- | ------------------- | ------------ |
| 1. | «When I Look at You»  | (Radio Edit)        | 3:43         |
| 2. | «Party in the U.S.A.» | (Cahill Club Remix) | 5:45         |

## Видеоклип

Майли Сайрус и Лиам Хемсворт в видеоклипе «When I Look at You».

Режиссёром видеоклипа «When I Look at You» стал Адам Шэнкман, продюсер Последней песни, известный также по своей режиссёрской работе над фильмами Свадебный переполох, Спеши любить, Сказки на ночь; Шенкман также является хореографом-постановщиком в фильмах Это всё она, Шаг вперёд, Шаг вперёд 2: Улицы, Лак для волос. Видео было снято 16 августа 2009 в Саванне (Джорджия) и перекликается с сюжетом фильма. Шэнкман уловил взаимопритяжение между Майли Сайрус и её партнёром по фильму Лиамом Хемсвортом во время съёмок Последней песни и перенёс это ощущение в видеоклип. В действительности, во время съёмок фильма между Сайрус и Хесмвортом начались романтические отношения, позднее, в одном из интервью, Сайрус заявила, что это её первый серьёзный роман.

Задача видеоклипа для «When I Look at You» — сложить вместе отношения между Майли и фортепиано, музыкой, Лиамом, её отношение к песне. — Адам Шэнкман .
Оригинальный текст (англ.)The premise of the video for "When I Look at You" is to put together the relationships between Miley, the piano, and music, her relationship with Liam, her relationship to the song.

Видео начинается с крупных планов чёрного фортепиано, стоящего на пирсе; Сайрус играет на нём на фоне пейзажей из фильма: на пляже, в лесу, во дворе особняка. Параллельно в клипе развивается романтическая линия с участием Лиама Хемсворта. Существуют две альтернативные версии клипа, где вместо кадров с Сайрус и Хемсвортом используется нарезка из сцен фильма, а также отдельная версия для дуэта с Давидом Бисбалем, где все сцены с Хемсвортом заменены на кадры с Бисбалем.
Официальная премьера видеоклипа состоялась 21 февраля 2010 года на канале ABC Family, однако его можно было увидеть в Интернете ещё с сентября 2009 года.

 Сайрус определённо выросла, это она пыталась доказать какое-то время всему миру. И хотя в клипе нет ничего особо удивительного, всё свидетельствует о том, что Сайрус определённо готова оставить позади Ханну Монтану — Джоселин Вина, MTV News.
Оригинальный текст (англ.)Cyrus is definitely growing up, something she’s wanted to prove to the world for a while now. And although there’s nothing particularly jarring in the clip, the vibe shows that Cyrus is most certainly ready to leave Hannah Montana behind.

В отзыве телеканала E!, где рассматривалась версия клипа с использованием кадров из фильма, говорилось, что эти сцены повысили качественный уровень видео, а также помогли сделать его основной тематический посыл доступным и понятным.

## Живые выступления
«When I Look at You» вошла в сет-лист Wonder World Tour — первого мирового концертного тура Майли Сайрус. Для исполнения этой песни был создан отдельный сценический образ Сайрус в чёрном платье; также она сама исполнила партию фортепиано. Выступление сопровождалось видеорядом, включавшим трейлер Последней песни, премьера которого состоялась 14 сентября 2009 года на первом концерте тура в Портленде в концертном зале Роуз-гарден. Сайрус называла своё выступление закрытый предварительный показом Последней песни. После концерта газета The Oregonian выделила исполнение «When I Look at You» отметив, что игрой на фортепиано:

Сайрус показала многие из своих талантов и доказала, что она действительно начинает постигать свою звёздную силу.
Оригинальный текст (англ.)[Cyrus] showcased her many talents and proved she really just beginning to grasp her star power.

После выхода сингла Сайрус исполнила «When I Look at You» в одном из эпизодов девятого сезона музыкального конкурса American Idol, где она также была в роли судьи конкурсантов. Певица была одета в длинное белое шёлковое платье; для выступления были сделаны декорации в виде деревьев и мерцающих окон домов. Как и во время своего тура, Сайрус сама исполнила фортепианную партию. Программа MTV News оставила хороший отзыв о выступление, отметив его драматичность Моника Эррера из журнала Billboard писала, что после судейства конкурсантов, Сайрус «показала им, как надо выступать по-настоящему». Поже Сайрус исполнила «When I Look at You» в MSN Movies. Первое выступление с этой песней на телевидении вне США произошло на шоу Rock in Rio в Лиссабоне 29 мая 2010 года. Во время шоу Rock in Rio в Мадриде 4 июня 2010 года состоялось выступление дуэта Сайрус и Давидом Бисбалем.

## Критические отзывы

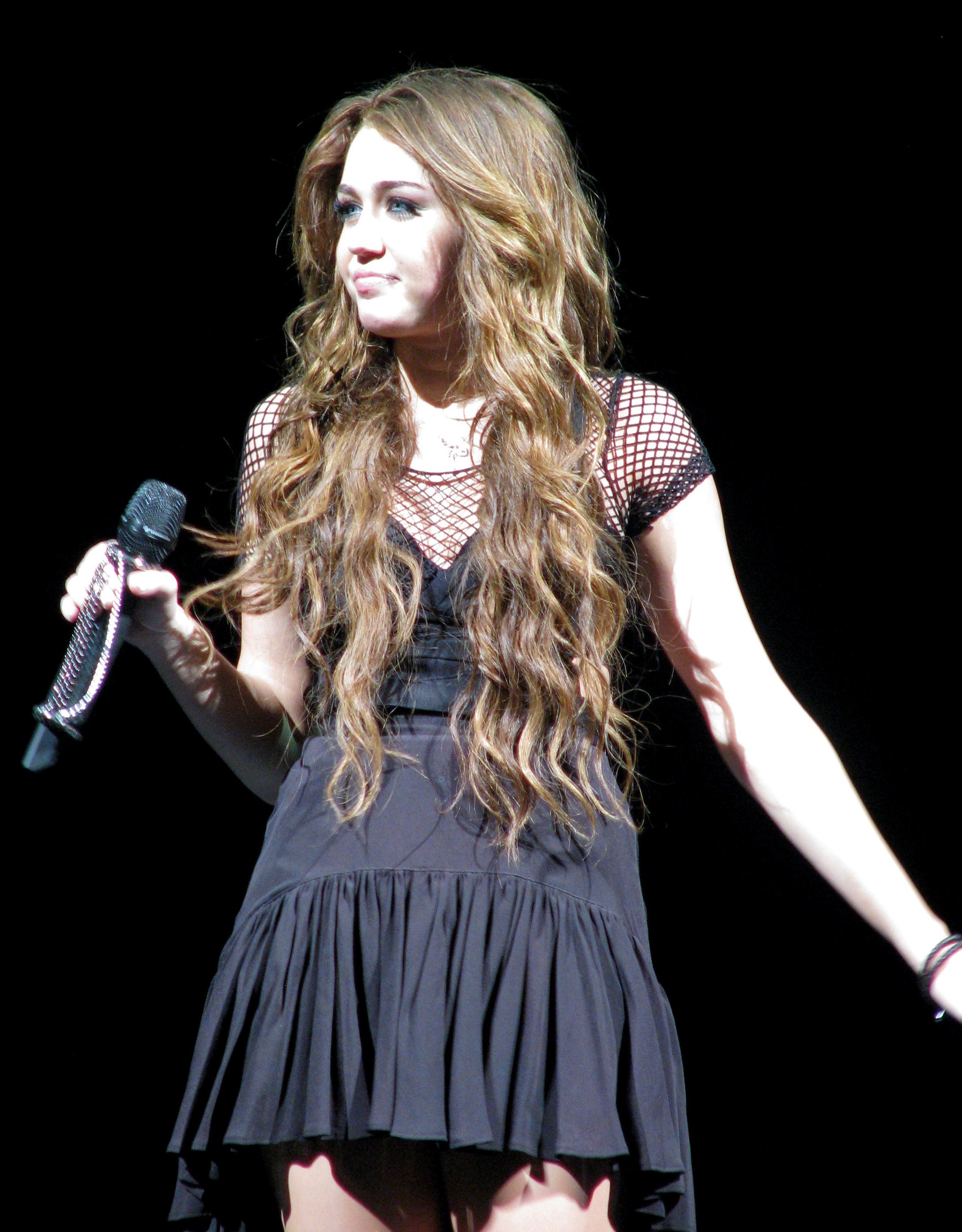
Сайрус исполняет «When I Look at You» во время Wonder World Tour.

«When I Look at You» получила неоднозначные отзывы от музыкальных критиков. Лаэл Лоувенштейн из журнала Variety писал, что это «практически неизбежный хит-сингл». Хитер Фэарс из Allmusic констатировала:

Когда она выпускает вперёд… диву, поющую баллады, Сайрус воистину блистательна.
Оригинальный текст (англ.)When she lets her … ballad-singing diva come to the fore, Cyrus really shines.

Фэарс добавила, что на EP The Time of Our Lives Сайрус проявила свои таланты именно в исполнении баллад.
Билл Лэмб с сайта About.com в рецензии EP выразил совершенно противоположное мнение:

две баллады — «When I Look At You» и «Obsessed» — похожи на композиции для одноразового прослушивания. У Майли Сайрус создала большой и очень вдохновляющий хит «The Climb», а баллады заглушают индивидуальность её голоса и звучат просто банально.
Оригинальный текст (англ.)the two ballad songs, «When I Look At You» and «Obsessed», feel like throwaways. Miley Cyrus did have a big hit with the highly inspirational «The Climb», but the ballads here flush out the distinctiveness in her voice and simply feel ordinary.

Майкл Ханн, обозреватель британской газеты The Guardian назвал «When I Look at You» «посредственной балладой».
Песня получила награду Teen Choice Awards 2010 года в номинации «Лучшая песня о любви» («Choice Music: Love Song»).

## Позиции в чартах
«When I Look at You» дебютировала в чарте Billboard Hot 100 23 января 2009 года на 88 месте. 17 апреля 2010 года песня добралась до своего пика — 16 места, поднявшись на девять позиций по сравнению с предыдущей неделей. В чарте Billboard Adult Contemporary композиция поднялась до 18 места. В Канаде «When I Look at You» дебютировала в чарте Canadian Hot 100 на 59 месте и смогла подняться до and 24 позиции.
Сингл стал относительно успешным в Австралии и Новой Зеландии. Песня дебютировала в чарте Australian Singles Chart на 50 позиции, и через три недели достигла 19 своего пика — места. В Новой Зеландии «When I Look at You» дебютировала на 27 месте, эта же позиция осталась её лучшим результатом. В британском чарте синглов песня появилась на 79 месте. 1 апреля 2010 года она появилась на 45 месте ирландского чарта Irish Singles Chart, но не смогла подняться выше. Также «When I Look at You» добралась до 23 места в чарте Бельгии Ultratop (Валлония) и 49 места в Швеции в чарте Schweizer Hitparade.

### Чарты
| Австралия      | Australian Singles Chart  | 19 |
| Австрия        | Ö3 Austria Top 40         | 57 |
| Бельгия        | Ultratop (Валлония)       | 23 |
| Великобритания | UK Singles Chart          | 79 |
| Ирландия       | Irish Singles Chart       | 45 |
| Канада         | Canadian Hot 100          | 24 |
| Новая Зеландия | New Zealand Singles Chart | 27 |
| Швеция         | Schweizer Hitparade       | 49 |
| Billboard      |                           |    |
| США            | Billboard Hot 100         | 16 |
| США            | Adult Contemporary        | 18 |
| США            | Adult Top 40              | 38 |

## Премии и награды
| Год  | Премия             | Номинация            | Результат |
| ---- | ------------------ | -------------------- | --------- |
| 2010 | Teen Choice Awards | Лучшая песня о любви | Победа    |